# 安德里伊夫卡 (庫皮揚斯克區)
49°56′55″N 37°30′35″E / 49.94861°N 37.50972°E
安德里伊夫卡（烏克蘭語：Андріївка）是位於烏克蘭東部的村莊，由哈爾科夫州庫皮揚斯克區的大布爾盧克市鎮負責管轄。該村始建於1875年，面積0.64平方公里，海拔高度99米，2001年人口293，人口密度每平方公里455.7人。